# Sudão
O Sudão (em árabe: السودان; romaniz.: As-Sudan; em inglês: Sudan), oficialmente República do Sudão (em árabe: جمهورية السودان, transl.: Jumhūriyyat as-Sūdān; em inglês: Republic of the Sudan), é um país africano, limitado a norte pelo Egito, a leste pelo Mar Vermelho, por onde faz fronteira com a Arábia Saudita, pela Eritreia e pela Etiópia, a sul pelo Sudão do Sul e a oeste pela República Centro-Africana, Chade e Líbia. O Rio Nilo divide o país em duas metades: a oriental e a ocidental. Sua religião predominante é o islamismo. Quase um quinto da população do Sudão vive abaixo da linha internacional de pobreza, vivendo com menos de US$ 1,25 por dia.
Até 2011, o Sudão era o maior país da África e do Mundo árabe, quando o Sudão do Sul se separou em um país independente, após um referendo sobre a independência. O Sudão é hoje o terceiro maior país da África (após a Argélia e a República Democrática do Congo) e também o terceiro maior país do mundo árabe (depois da Argélia e Arábia Saudita). Sua área consiste em 1 886 068 km².
A nação é membro da Organização das Nações Unidas, União Africana, Liga Árabe, Organização da Conferência Islâmica e do Movimento de Países Não Alinhados, bem como um observador na Organização Mundial do Comércio. Sua capital é Cartum, o centro político, cultural e comercial da nação. O Sudão é uma República federal presidencial democrática e representativa; e as políticas do Sudão são reguladas pela Assembleia Nacional, sendo que o sistema legal sudanês é baseado na lei islâmica.
Grande parte da história do Sudão é marcada por conflitos étnicos, além de dois conflitos internos em andamento (um na região sul e outro na região de Darfur) e duas guerras civis, entre 1955 e 1972 e 1983 e 2005. Existem inúmeros casos de limpeza étnica e escravidão no país. O Índice de Percepção da Corrupção indicou o Sudão como o quarto país mais corrupto do mundo. De acordo com o Índice Global da Fome de 2013, o Sudão tem um valor indicador GHI de 27,0, indicando que o país tem um "estado alarmante de situação de fome", fazendo desta a quinta nação mais faminta do mundo. Seu Índice de Desenvolvimento Humano (IDH), de 0,510 (dados de 2019), o classifica como um dos mais baixos níveis de desenvolvimento humano no mundo; e seu Índice de Desenvolvimento Humano Ajustado à Desigualdade (IDHAD) (dados referentes ao ano de 2019) é de 0,333.

## História

### Antiguidade

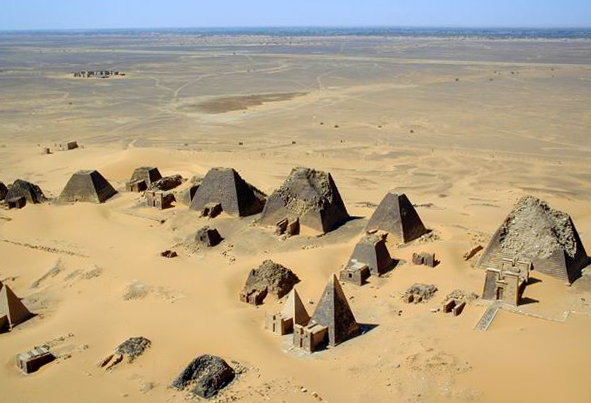
Ruínas de antigas pirâmides núbias em Meroê

O Reino de Cuxe foi um Estado antigo da Núbia centrado nas afluências do Nilo Azul, Nilo Branco e Rio Atbara. Foi criado após o colapso da Idade do Bronze e a desintegração do Império Novo do Egito Antigo. Foi centrado em Napata em sua fase inicial; depois que o rei Cáchita ("o cuxita") invadiu o Egito no século VIII a.C., os reis cuxitas ordenaram-se como faraós da vigésima quinta dinastia do Egito, um século antes de serem derrotados e expulsos pelos assírios; no auge de sua glória, os cuxitas conquistaram um império que se estendia desde o que hoje é conhecido como Cordofão do Sul até todo o caminho para o Sinai; e o rei Piyê tentou expandir o império no Oriente Próximo, mas foi impedido pelo rei assírio Sargão II.
A guerra que ocorreu entre o rei Taraca e o rei assírio Senaqueribe foi um acontecimento decisivo na história ocidental, quando os núbios foram derrotados pelos assírios em sua tentativa de ganhar uma posição no Oriente Próximo. O sucessor de Senaqueribe, Assaradão, foi mais longe e invadiu o próprio Egito, depondo Taraca e liderando os núbios do Egito, a qual Taraca fugiu de volta para sua terra natal, onde morreu dois anos depois. O Egito tornou-se uma colônia assíria; no entanto, o rei Tantamani fez uma tentativa final para recuperar a soberania do Egito. Assaradão morreu enquanto se preparava para deixar a capital assíria de Nínive, a fim de expulsá-lo. No entanto, seu sucessor, Assurbanípal, enviou um grande exército para o sul do Egito terminando com todas as esperanças de um renascimento do império núbio.
Durante a Antiguidade Clássica, a capital núbia foi em Meroê. Na geografia grega antiga, o reino meroítico foi conhecido como "Etiópia" (termo também usado anteriormente pelos assírios quando se depararam com os núbios). A civilização de Cuxe foi uma das primeiras no mundo a usar a tecnologia de fundição de ferro. O reino núbio em Meroê persistiu até o século IV. Com o colapso do império cuxita, vários Estados surgiram em seus antigos territórios, entre eles a Núbia.

#### Curiosidade
O Reino de Cuxe é mencionado na Bíblia como tendo salvo os israelitas da ira dos assírios, embora a doença entre os sitiantes tenha sido a principal razão pelo fracasso em tomar a cidade.

### Séculos XIX e XX
O Sudão é incorporado ao mundo árabe na expansão islâmica do século VII. O sul escapa ao controle muçulmano e sofre incursões de caçadores de escravos. Entre 1820 e 1822, é conquistado e unificado pelo Egito e posteriormente entra na esfera de influência do Reino Unido. Em 1881 eclode uma revolta nacionalista chefiada por Maomé Amade, líder religioso conhecido como Mádi, que expulsou os ingleses em 1885. Ele morre logo depois e os britânicos retomam o Sudão em 1898. No ano seguinte, a Nação é submetida ao domínio egípcio-britânico. Obtém autonomia limitada em 1953 e independência total em 1956.
O Sudão está em guerra civil há 46 anos. O conflito entre o governo muçulmano e guerrilheiros não muçulmanos, baseados no sul do território, revela as realidades culturais opostas da Nação. A guerra e prolongados períodos de seca já deixaram mais de 2 milhões de mortos.
A introdução da Sharia, a lei islâmica, causou a fuga de mais de 350 mil sudaneses para países vizinhos. Entre outras medidas, a lei determina a proibição de bebidas alcoólicas e punições por enforcamento ou mutilação.

### Conflito em Darfur
A 9 de setembro de 2004 o Secretário de Estado norte-americano Colin Powell denominou o conflito em Darfur de genocídio, declarando-a a pior crise humanitária do século XXI. Houve relatos de que os Janjawid (milícias governamentais) estava lançando ataques e bombardeios a vilarejos, e matando civis com base na etnia, cometendo estupros, roubando bens, terras e gado. Até o momento, mais de 2,5 milhões de civis foram deslocados, e estima-se o total de mortos entre 200 mil e 400 mil. Estas estimativas estão estagnadas desde que os relatórios iniciais da ONU apontaram genocídio já em 2003/2004.
A 5 de maio de 2006 o governo sudanês e o principal grupo rebelde do país, o Movimento de Libertação do Sudão - MLS - assinaram o Acordo de Paz de Darfur, que tentava pôr fim ao conflito. O acordo estabelecia especificamente o desarmamento dos Janjaweed e desmantelamento dos grupos armados, e visava estabelecer um governo temporário no qual os rebeldes pudessem participar. Somente um grupo rebelde, o SLA, comandado por Minni Arko Minnawi, aceitou assinar o acordo.

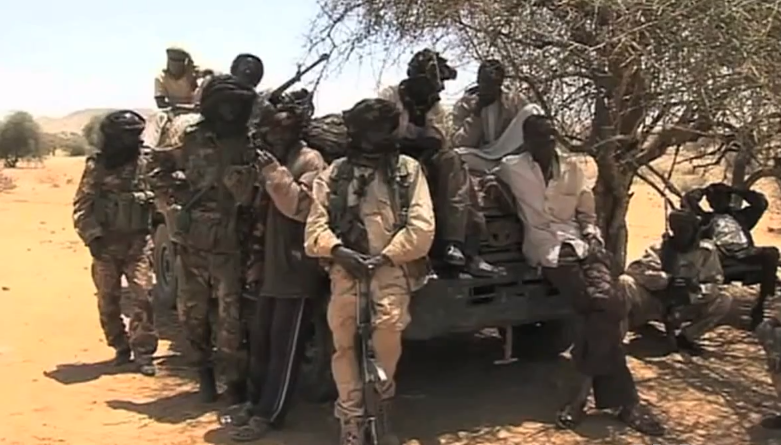
Milícia do governo sudanês em Darfur

Desde que o acordo foi assinado, entretanto, tem havido notícias de violência generalizada na região. Surgiu um novo grupo, chamado Frente de Redenção Nacional, formado pela união de 4 grupos que recusaram-se a assinar os acordos de maio de 2006. Recentemente, tanto o governo quanto as milícias islâmicas por ele apoiadas têm lançado grandes ofensivas contra os grupos rebeldes, resultando em mais mortes e mais refugiados. Conflitos entre os próprios grupos rebeldes também contribuíram para a violência. Combates recentes na fronteira com o Chade deixaram centenas de soldados e rebeldes mortos, e quase 250 mil refugiados sem ajuda humanitária.
A população de Darfur é predominantemente negra e de religião muçulmana, enquanto a milícia Janjawid é predominantemente árabe negra. A maioria dos etnicamente árabes de Darfur permanece longe do conflito. Os habitantes de Darfur - tanto árabes quanto não árabes - rejeitam profundamente o governo de Cartum, que não lhes forneceu nada a não ser problemas.
A Corte Criminal Internacional - CCI - indiciou o Ministro de Estado para Assuntos Humanitários, Ahmed Haroun, e o suposto líder da milícia islâmica Janjawid, Ali Mohammed Ali, também conhecido como Ali Kosheib, pelas atrocidades na região. Ahmed Haroum pertence à tribo Bargou, uma das tribos não árabes da região, e é acusado de incitar ataques contra grupos não árabes específicos. Ali Kosheib é um ex-soldado e líder das forças populares de defesa, e é acusado de ser um dos líderes dos ataques a vilarejos no oeste de Darfur. A 14 de julho de 2008 o promotor da Corte Criminal Internacional, Luis Moreno Ocampo, lançou 10 acusações criminais contra o presidente Al-Bashir, como as de patrocinar crimes de guerra e crimes contra a humanidade. Al-Bashir foi acusado pelos promotores de ter "planejado e implementado o extermínio" de três grupos tribais em Darfur por motivos étnicos. Espera-se que em breve Luis Moreno Ocampo peça aos juízes da CCI que expeçam um mandado de prisão contra Al-Bashir.
A Liga Árabe, a União Africana e até a França apoiaram os esforços do Sudão para suspender as investigações da CCI. Eles esperam que seja considerado o Artigo 16 da Convenção de Roma, que estabelece que as investigações da CCI podem ser suspensas se ameaçarem um processo de paz.

### Queda de Omar Al-Bashir
Em 11 de abril de 2019 o Exército do Sudão derrubou o presidente Omar Al-Bashir após várias semanas de protestos, o presidente Omar Al-Bashir foi afastado de todos os cargos e o governo foi demitido. Segundo a mídia, o exército anunciaria a criação de um comitê militar que liderará o país durante o período de transição.

### Golpe de Estado em 2021
Um golpe de Estado em outubro de 2021 interrompeu temporariamente o processo de transição democrática iniciado em 2019. O acontecimento marcou o crescente tensionamento no interior do Conselho Soberano do Sudão, principalmente entre a ala militar e a ala civil, mas também internamente à cada um desses. O golpe gerou fortes protestos da população, mesmo diante da brutal repressão que deixou pelo menos 41 mortos. Organismos internacionais também assumiram uma posição de grave reprovação da movimentação golpista. No fim do mês posterior, novembro, um acordo foi celebrado entre as lideranças militares e o primeiro-ministro, até então em prisão domiciliar, Abdalla Hamdok, que teve sua posição restaurada. O acordo deliberou a libertação de todos os detidos pelas forças golpistas, e a retomada do acordo de transição elaborado em 2019. A conciliação foi celebrada internacionalmente; no país, porém, organizações civis rejeitaram fortemente o acordo com os militares, com a alegação de que esse não só não buscava fazer cumprir a justiça violada pelos militares, como também deixava partidos que antes eram membros do governo em uma situação não definida, como é o caso das Forças de Liberdade e Mudança. Intensos processos se seguiram à assinatura do acordo, com ampla participação social e forte repressão.

### Confrontos armados em 2023
Na manhã de 15 de abril de 2023, eclodiram pesados confrontos em Cartum entre o exército sudanês e as Forças de Suporte Rápidas. O conflito logo se espalhou pelo país deixando inúmeros mortos e feridos.

## Geografia

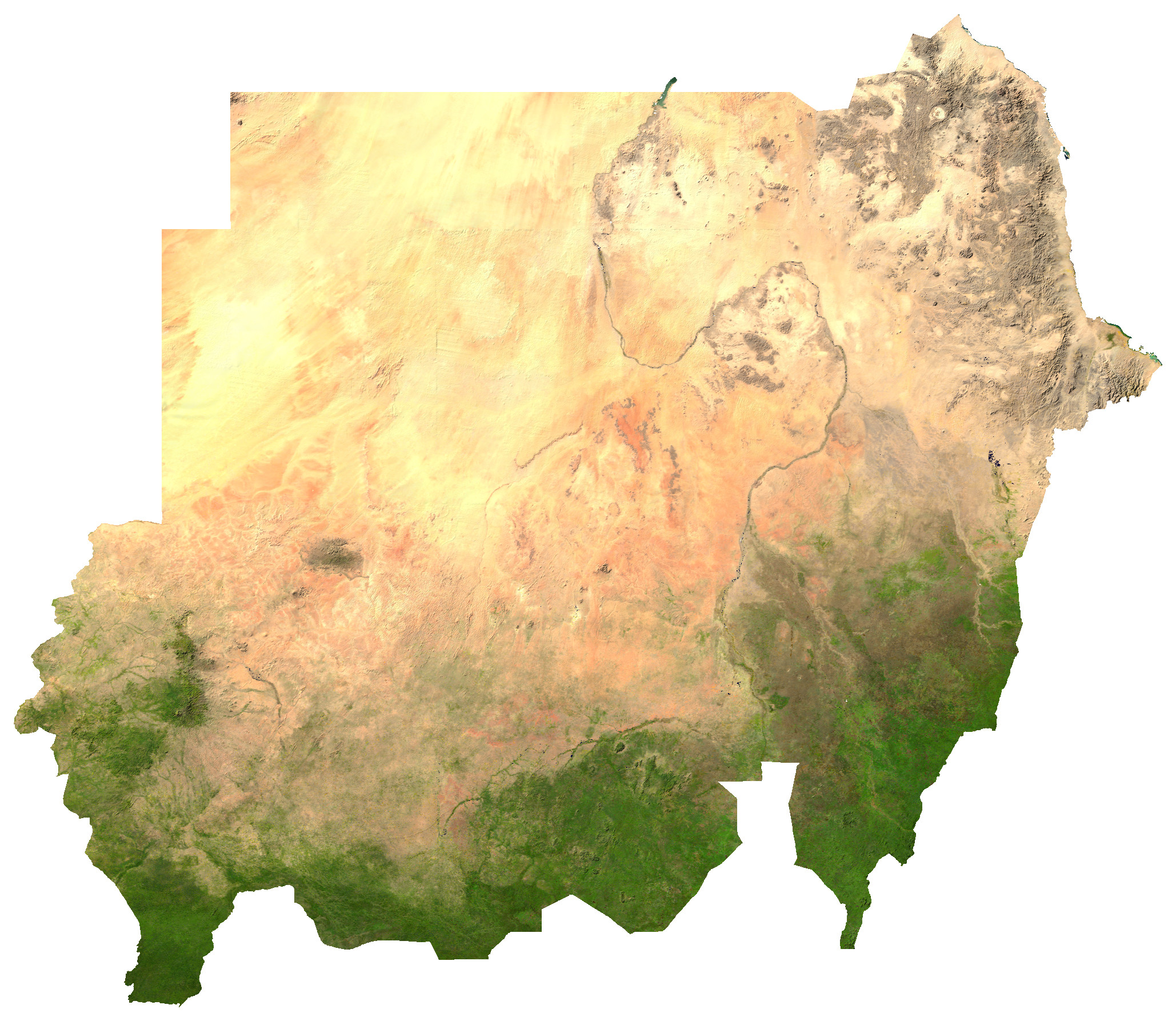
Sudão visto de satélite, após a independência do Sudão do Sul

O Sudão está situado no norte do continente africano, tendo o mar Vermelho como costa a nordeste (853 km). Tem uma área total de 1 886 068 km², sendo o 16º do mundo em extensão. Faz fronteira com a República Centro-Africana, o Chade, o Egito, a Eritreia, a Etiópia, a Líbia, e Sudão do Sul. Antes da independência do Sudão do Sul, o Sudão era o maior país africano em extensão territorial, com 2 505 813 km².
A oeste do país, na região do Darfur, localiza-se o maciço vulcânico de Jebel Marra, um hotspot adormecido do tipo caldeira, onde a parte mais elevada chama-se Deriba, é o ponto mais elevado do país com 3 042 metros de altitude.[carece de fontes?]
Os desertos da Núbia e da Líbia, partes do grande Deserto do Sahara, têm o clima árido e predominam no centro e norte do país, enquanto no sul e sudeste são as savanas e florestas tropicais que tomam conta da paisagem. O Rio Nilo é o principal rio do país, formado da junção do Rio Nilo Branco, que se origina no Lago Vitória, vindo pelo Sudão do Sul; e do Rio Nilo Azul originário das terras altas da Etiópia ao leste. Juntam-se nas imediações da capital Cartum, seguindo para o norte na direção do Egito, para formar o Lago Nasser. O rio é fonte de energia eléctrica, dada a quantidade de cataratas e corredeiras no seu percurso, propício às construções de usinas hidroelétricas; e de irrigação para as plantações de algodão, principal produto de exportação, ao lado da goma-arábica. A maioria da população vive da agricultura de subsistência e da pecuária.[carece de fontes?]
Da região central a sul do país o clima predominante é o tropical, tendo raras ocasiões onde o clima subtropical predomina e interfere no clima, por conta dos desertos presentes em quase todo o território.

## Demografia

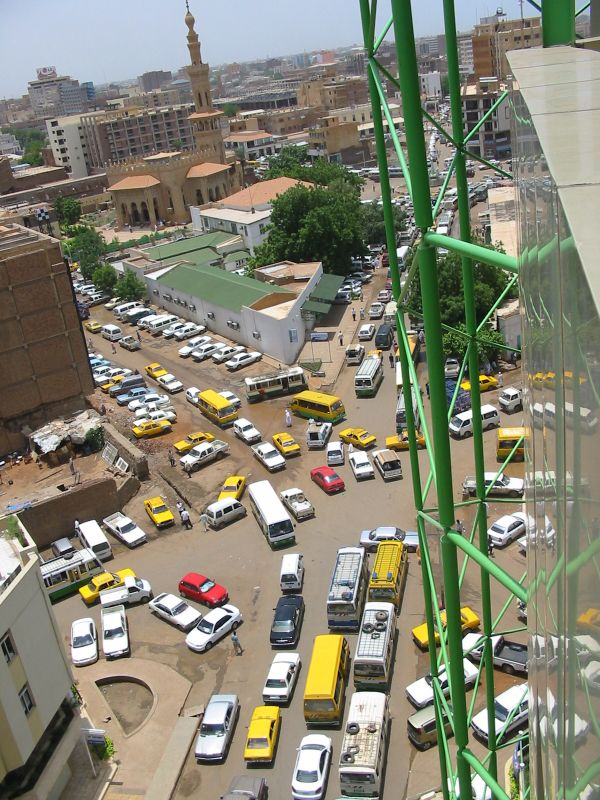
Vista do tráfego de Cartum, a capital do país

O censo de 1993 no Sudão, informava que a população na altura era de 25 milhões de habitantes. Desde então não foi feito um censo fiável devido à guerra civil. A ONU estimava em 2006 que a população já atingia os 32 milhões de habitantes, que corresponde a uma densidade populacional de 16,04 hab./km². As taxas de natalidade e de mortalidade são, respectivamente, de 34,53% e 8,97%. A esperança média de vida é de 58,92 anos. O valor do Índice do Desenvolvimento Humano (IDH) é de 0,531 e o valor do Índice de Desenvolvimento ajustado ao Género (IDG) é de 0,483 (2001). Estima-se que, em 2022, a população seja de 47,9 milhões de habitantes.
A população metropolitana de Cartum (incluindo os distritos de Cartum, Cartum Bahri e Ondurmã) está a crescer rapidamente, 5 a 7 milhões, incluindo os 2 milhões de desalojados oriundos do sul devido à guerra e do oeste e este devido à seca.
O Sudão ocupa grande parte da bacia do alto Nilo, desde os contrafortes das Terras Altas da África Oriental até ao Sara. É um imenso país que manifesta influências étnicas e culturais dos países vizinhos. Devido a Independência da região sul em 9 de julho de 2011, a sua população passou a ser predominantemente árabe e muçulmana. A religião predominante é o islamismo sunita. De acordo com a constituição de 2005 as línguas oficiais do país são o árabe e o inglês.

### Religião
84% Da População do Sudão pratica o Islamismo Sunita, sendo 1% Xiita.
Cristãos da Igreja Copta compõem 10% da população. 3% São membros da Igreja Católica, Igreja Protestante e Fé Baha'i. 2% Não souberam explicar ou não responderam a pesquisa realizada em 2015.

## Política
O Sudão foi uma república autoritária onde todo o poder estava nas mãos do presidente Omar Hasan Ahmad Al-Bashir; ele e o seu partido estavam no poder desde o golpe militar de 30 de junho de 1989 até sua derrocada em 11 de abril de 2019.
Desde 2003 que a região de Darfur assiste ao extermínio da população de Darfur, por parte dos janjaweed; este é conhecido como o Conflito de Darfur.
Atualmente o Sudão é governado por uma junta militar desde a queda de Omar Al-Bashir em 2019.

## Subdivisões

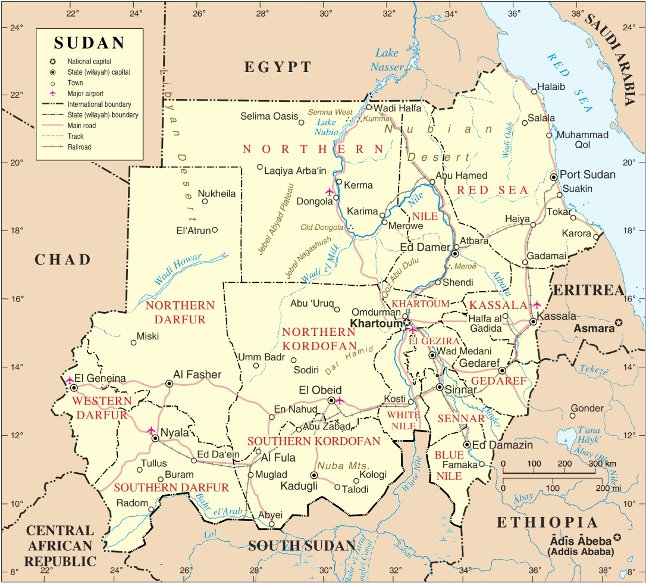
Mapa político do Sudão após a independência do Sudão do Sul

Atualmente depois da divisão com o Sudão do Sul, o Sudão encontra-se dividido em 16 estados (wilayat), que por sua vez se dividem em 90 distritos. Os estados são:
| - Al Jazirah - Cartum - Cordofão do Norte - Cordofão do Sul | - Darfur do Norte - Darfur do Sul - Darfur Ocidental - Gadarife | - Kassala - Lagos - Mar Vermelho - Nilo Azul | - Nilo Branco - Norte - Rio Nilo - Sennar |

## Economia

Principais produtos de exportação do Sudão em 2019

As recentes políticas financeiras e investimento em novas infraestruturas não evitam que o Sudão continue a ter graves problemas econômicos. Desde 1997 que o Sudão tem vindo a implementar medidas macroeconômicas aconselhadas pelo FMI. Começaram a exportar petróleo em 1999; a produção crescente desde produto (atualmente 520 000 barris por dia) deu uma nova vida à indústria Sudanesa, e fez com que o PIB subisse 6,1% em 2003.
Como os Estados Unidos iniciaram sanções com o Sudão desde 1997, suas petrolíferas se retiraram do país neste ano, sendo substituídas por empresas de outros países como a Total (França), KFPC (Kuwait), ONGC (Índia), Petronas (Malásia) e CNPC (China). A CNPC é controladora do consórcio Greater Nile Petroleum Operating Company (GNPOC), que inclui a Total, a ONG e a Sudapet (estatal Sudanesa). A GNPOC é responsável pela maior parte da produção sudanesa, controlando os blocos 1, 2 e 4.
O Sudão tem um solo muito rico: petróleo, gás natural, ouro, prata, crômio, asbesto, manganês, gipsita, mica, zinco, ferro, chumbo, urânio, cobre, cobalto, granito, níquel e alumínio.
Apesar de todos os desenvolvimentos econômicos mais recentes derivados da produção petrolífera, a agricultura continua a ser o sector econômico mais importante do Sudão. Emprega 80% da força de trabalho e contribui com 39% para o PIB. Este aparente bem-estar económico é quase irrelevante; mais de 50% da população vive abaixo da linha de pobreza.

## Infraestrutura

### Educação
A educação no Sudão é garantida pelo estado e obrigatória para crianças de 6 a 13 anos de idade. A educação primária se estende por oito anos, seguida de três anos de ensino secundário. O sistema educacional sofreu uma significativa reforma em 1990. A linguagem primária usada em todos os níveis de educação é o árabe, sendo que as instituições de ensino estão concentradas predominantemente em áreas urbanas. Muitas unidades escolares foram danificadas ou destruídas ao longo dos anos de guerra civil que o país enfrentou. Em 2001, o Banco Mundial estimou que a escolarização primária atingia 46% dos alunos elegíveis e 21% dos alunos do ensino secundário. As matrículas variam muito, registrando abaixo de 20% em algumas províncias. O Sudão tem 19 universidades, entre públicas e privadas, e a língua de ensino nestas é principalmente a árabe. A educação nos níveis secundário e universitário tem sido seriamente prejudicada pela exigência de que a maioria dos homens cumpram o serviço militar antes de completar sua educação.
Em 2011, a taxa de alfabetização era de 71,9% da população total, sendo que 80,7% dos homens eram alfabetizados, contra 63,2% das mulheres.

## Cultura

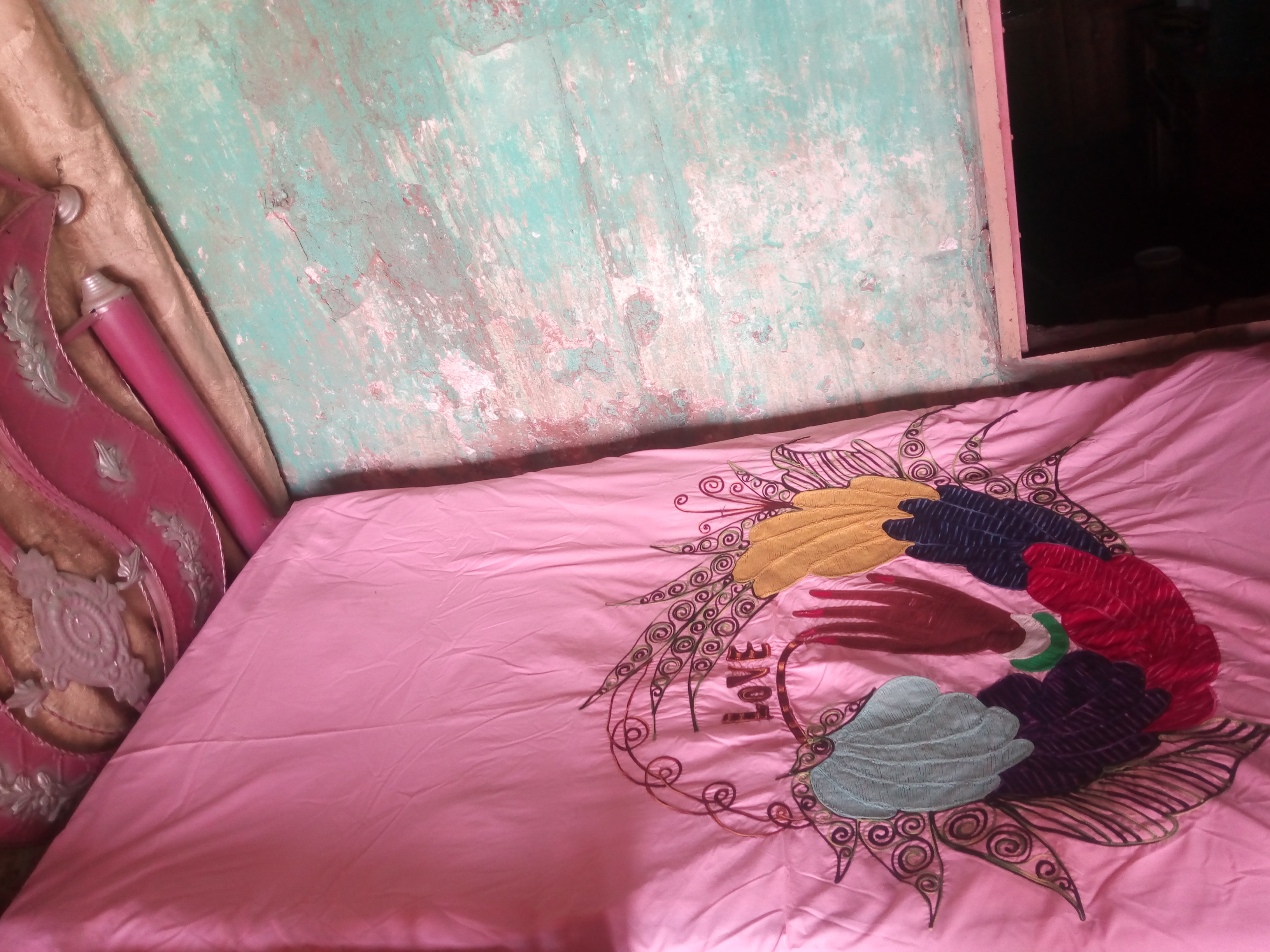
Bordado

A cultura sudanesa mostra os comportamentos, práticas e crenças de cerca de 578 tribos, comunicando-se em 145 línguas diferentes, numa região microcósmica da África, com extremos geográficos variando de areia de deserto a floresta tropical.

### Etnias
Em 1999, o Sudão foi um dos mais étnica e linguisticamente diversos países do mundo. Tinha quase 600 grupos étnicos, falando mais de 400 línguas e dialetos. Muitos sudaneses são multilíngues. Os migrantes muitas vezes se esquecem da sua língua nativa quando se deslocam para uma região dominada por uma outra língua.